# Trematodon dentatus
Trematodon dentatus là một loài rêu trong họ Bruchiaceae. Loài này được Broth. & P. de la Varde mô tả khoa học đầu tiên năm 1926.